# زولتان ناغي (لاعب كرة قدم)
زولتان ناغي (بالمجرية: Nagy Zoltán)‏ (25 أكتوبر 1985 بنيرغهازا في المجر - ) هو لاعب كرة قدم مجري في مركز الدفاع. لعب مع نادي بودابست هونفيد ونادي دبرتسني وNyíregyháza Spartacus FC ‏ وBaktalórántháza VSE ‏.

## وصلات خارجية
- زولتان ناجي على موقع قاعدة بيانات كرة القدم.إي يو (الإنجليزية)
- زولتان ناجي على موقع Soccerway.com (الإنجليزية)